# تیم ملی فوتبال سودان
تیم ملی فوتبال سودان (به عربى: منتخب السودان لكرة القدم) نماینده کشور سودان در مسابقات بین‌المللی و آفریقایی است که زیر نظر اتحادیه فوتبال سودان فعالیت می‌کند.
اولین بازی رسمی این تیم در تاریخ ۱۶ نوامبر ۱۹۵۶ میلادی در برابر تیم ملی فوتبال اتیوپی برگزار شده است.